# Valentina Martínez Ferro
María Valentina Martínez Ferro (Santiago de Compostela, 21 de junio de 1976) es una política española del Partido Popular (PP), diputada en la x, xii y xiii legislaturas del Congreso de los Diputados.

## Biografía
Nació el 21 de junio de 1976 en Santiago de Compostela (provincia de La Coruña). Licenciada en Ciencias Políticas y de la Administración, obtuvo un máster en estudios europeos por la Universidad Católica de Lovaina. Especializada en relaciones internacionales, formó parte de la Secretaría de Relaciones Internacionales del Partido Popular (PP) entre 2002 y 2012.
Fue incluida en el número 28 de la lista del PP para las elecciones al Congreso de los Diputados de 2011 por la circunscripción de Madrid. Martínez, que no resultó elegida, fue nombrada en enero de 2012 directora de gabinete de Jorge Moragas, director de gabinete a su vez del presidente del Gobierno, Mariano Rajoy. Tomó posesión como diputada en octubre de 2014 cubriendo la baja por renuncia de Alberto Ruiz-Gallardón. Durante la x legislatura ejerció de portavoz adjunta en la Comisión de Cooperación Internacional para el Desarrollo y como vocal en la Comisión de Asuntos Exteriores y en la de Presupuestos.
Candidata en el número 17 de la lista del PP de cara a las elecciones al Congreso de 2016 por Madrid, no resultó elegida. No obstante, tomó posesión como diputada de la xii legislatura del Congreso por Madrid el 19 de junio de 2018, ocupando el escaño vacante por la renuncia de Mariano Rajoy. siendo portavoz adjunta del Grupo Parlamentario Popular de la Comisión de Cambio Climático del Congreso de los Diputados.

Candidata a diputada en el número 3 de la lista del PP por La Coruña para las Elecciones generales de abril de 2019, resultó elegida miembro de la cámara baja de nuevo. En julio de 2019 se integró como vocal en las comisiones de Asuntos Exteriores, Transición Ecológica, Cooperación Internacional para el Desarrollo y en la Comisión Mixta Congreso-Senado para la Unión Europea.
Fue secretaria de Relaciones Internacionales del Partido Popular hasta abril de 2021 y ha sido portavoz de Asuntos Exteriores del Grupo Parlamentario Popular en el Congreso de los Diputados durante la XIV legislatura. 
Asimismo es miembro de la Delegación española a la Asamblea parlamentaria del Consejo de Europa donde participa en la comisión de asuntos políticos y del Comité de Elecciones en la Comisión de Venecia. Es "rapporteur" sobre el post monitoring de Bulgaria y del informe sobre "Injerencia extranjera en la seguridad democrática de Europa". Es. además, Vicepresidenta del Grupo Popular Europeo en el Consejo de Europa. 
En noviembre de 2022 el presidente Zelenski la condecoró con la "Orden de la Princesa Olga" por su labor de apoyo a la soberanía e integridad territorial de Ucrania.